# Kirbatijja
Kirbatijja – wieś w Syrii, w muhafazie Aleppo. W 2004 roku liczyła 401 mieszkańców.